# Arvid Erikson
Fredrik Arvid Erikson, född 22 maj 1865 i Eskilstuna, död 16 november 1934 i Stockholm, var en svensk landstingsdirektör och liberal politiker.
Efter en karriär i näringslivet var Arvid Erikson 1919-1925 kamrerare och direktör vid Stockholms läns landsting. Han var kommunalt aktiv i Stockholm och Stocksund, där han 1910-1918 samt 1922 var kommunalnämndens ordförande. Under 1921 var han riksdagsledamot för Liberala samlingspartiet i första kammaren för Stockholms läns valkrets. I riksdagen var han suppleant i andra lagutskottet.